# Gab Sorère
Gab Sorère, pseudonimo di Gabrielle Bloch (Parigi, 29 novembre 1877 – Rambouillet, 28 dicembre 1962), è stata una scenografa, regista, promotrice artistica e innovatrice scenica della Belle Époque francese.
Collaborando con la sua compagna Loïe Fuller, per esplorare l'illusione attraverso la luminescenza, ha prodotto film e coreografie che hanno spostato la performance dai ballerini illuminati alla visione astratta del ballo delle luci. Quando Fuller è morta, Sorère ha ereditato la compagnia di danza e il laboratorio della sua partner e si è sforzata di mantenere in vita l'eredità dell'artista degli effetti visivi. Ha continuato a produrre produzioni innovative utilizzando la fluorescenza e la luce negli anni '50.

## Biografia
Gabrielle Bloch nacque a Parigi nel 1877, figlia privilegiata di un banchiere francese. Sua madre, Anna, morì prima del suo diciottesimo compleanno, e scrisse il libro Au loin, impressions hindoues che Gab pubblicò nel 1898. Studiò a casa, leggendo Schopenhauer all'età di nove anni; a sedici anni stava studiando la letteratura dell'antica India, scelta forse dettata dal viaggio registrato dalla madre nel suo diario, che raccontava le visite a Ceylon, l'Himalaya e l'India del nord. All'età di quattordici anni, Bloch vide esibirsi per la prima volta Loïe Fuller al suo debutto a Parigi nel 1892, quando sua madre la portò allo spettacolo. Conosceva le donne dei salotti di Natalie Barney e Gertrude Stein, incluse Romaine Brooks, Eileen Gray e Marie-Louise Damien, una cantante meglio conosciuta come Damia, e come Gray, tendeva ad essere seria e a non avere pazienza con le persone che la infastidivano.
Nel 1898, le due donne vivevano insieme e il rapporto causava polemiche, non solo perché erano apertamente lesbiche, ma perché Fuller aveva sedici anni più di Bloch, che abitualmente vestiva da uomo. Durante la prima guerra mondiale, Bloch creò un servizio di soccorso per trasportare vestiti e generi alimentari in Belgio e nel nord della Francia. Fu determinante nel sollecitare a Fuller ad aprire una scuola di danza per impedire che la sua rivale Isadora Duncan guadagnasse il sopravvento con gli studenti. Bloch prese il nome professionale di Gab Sorère intorno al 1920 e collaborò con Fuller mentre lavorava come promotore di altri artisti. Fuller era l'esecutrice del duo e Sorère la scenografa, inventando oggetti meccanici di scena e ampliando il suo raggio di azione nella produzione cinematografica. Le due donne fecero tre film insieme, Le Lys de la vie (1921), Visions des rêves (1924) e Les Incertitudes de Coppélius (1927). Le Lys de la vie era un film muto, basato su una storia scritta dalla regina Maria di Romania, intima amica della coppia ed è l'unico dei film sopravvissuti.
Quando non collaborava con Fuller, Sorère gestiva la galleria di mobili e il salone di decorazione d'interni di proprietà di Eileen Gray. La galleria, nota come Jean Désert, era aperta dal 1922 al 1930. Durante questo periodo, nel 1926, Sorère e Fuller accompagnarono la regina Maria in un tour negli Stati Uniti. L'anno seguente Fuller si ammalò durante le riprese di Les Incertitudes de Coppélius e la produzione fu interrotta mentre Sorère la curava. Il film era basato sulla storia di ETA Hoffmann, The Sandman e presentava i ballerini della troupe di Fuller. Quando si ammalò di polmonite, i ballerini furono mandati in tournée al Cairo e Sorère, che stava dirigendo il film, fece progetti per il suo completamento dopo il loro ritorno. Fuller morì nel 1928 e Sorère ereditò sia l'azienda che il laboratorio in cui le due donne condussero esperimenti di illuminazione e pittura. Era protettiva dell'eredità di Fuller ed era nota per citare in giudizio ballerini che si rappresentavano falsamente come affiliati con Fuller o la sua compagnia di ballo, se non lo facevano.
Dopo la morte di Fuller, Sorère divenne la partner di Damia e continuò a sperimentare con sali fosforescenti per ottenere effetti di luce teatrali. Il film del 1934 La Féerie des Ballets fantastiques de Loïe Fuller prodotto da George R. Busby, presentava le coreografie di Sorère, che aveva ricostruito alcune delle danze di Fuller. Sebbene la trama fosse debole, il film è stato considerato memorabile per le tecniche utilizzate per modificare la dimensione e la prospettiva utilizzando l'allungamento e lo scorcio rapido. Quattro anni dopo, nel 1938, Sorère ha prodotto Ballets et Limières con la compagnia Mazda come omaggio a Fuller, utilizzando la luce nera e la vernice fluorescente. Prendendo le celebri danze di Fuller, come la Fire Dance e includendo nuove coreografie, Sorère è stata in grado di far sparire i ballerini, lasciando al pubblico solo una visione del movimento della luce. Sebbene l'applicazione di questa tecnologia sia stata l'invenzione di Sorère, come Fuller era morta prima di esplorare la luce nera il plauso della critica per la produzione e l'innovazione dei ballerini in movimento, dall'eseguire la luce a una performance astratta di luci danzanti, è stato dato a Fuller. Sorère ha continuato a produrre coreografie negli anni '50.

## Filmografia (parziale)
- Sola, regia di Henri Diamant-Berger - sceneggiatrice (1931)